# Suffolk Coastal
Suffolk Coastal war ein Distrikt (englisch district) in der Grafschaft Suffolk in England. Verwaltungssitz war Woodbridge, weitere bedeutende Orte waren Aldeburgh, Felixstowe, Leiston und Saxmundham.
Der Bezirk wurde am 1. April 1974 gebildet und entstand aus der Fusion des Municipal Borough Aldeburgh, der Urban Districts Felixstowe, Leiston, Saxmundham und Woodbridge sowie der Rural Districts Blyth und Deben. Aufgrund einer im Mai 2018 erlassenen Verordnung wurde Suffolk Coastal zum 1. April 2019 mit dem nördlich angrenzenden Waveney zum neuen District East Suffolk zusammengeschlossen.